# Jason Stryker
Jason Stryker es un supervillano ficticio que aparece en los cómics estadounidenses publicados por Marvel Comics. El personaje es usualmente presentado como el hijo de William Stryker y un enemigo de los X-Men.

## Historia de publicación
Creado por el escritor Chris Claremont y el artista Brent Anderson, apareció por primera vez en Marvel Graphic Novel #5. Más tarde, lo introdujeron nuevamente en los cómics de All-New X-Men en 2013, a partir del número 19, y se le dio oficialmente su nombre de "Jason Stryker" en esa versión.

## Biografía
Jason nació después de que sus padres, William Stryker y Marcy Stryker, chocaron su auto en el desierto de Nevada. William estaba estacionado en una instalación de pruebas nucleares cuando Marcy estaba embarazada. Sola en el desierto, Marcy entró en labor de parto y Stryker se vio obligado a dar a luz al bebé Jason. Stryker apuñaló al recién nacido Jason. Cuando Marcy se despertó de la inconsciencia y le preguntó si su bebé estaba bien, Stryker le rompió el cuello a la madre de Jason. Su padre vio su nacimiento como un signo de Dios, convirtiéndose en un fanático religioso que asegura el genocidio de todos los mutantes.
Sin embargo, su padre lo mantuvo y recurrió a A.I.M. para tratar la condición mutante de Jason.
Como adulto, Jason se une a los Purificadores para continuar el trabajo de su padre y se enfrentó a una versión desplazada en el tiempo de los X-Men originales.

## Poderes y habilidades
Jason posee la capacidad de proyectar una luz blanca cegadora desde su cuerpo que es lo suficientemente potente como para dejar inconscientes a varias personas. Su mutación aparentemente fue inestable al principio, ya que nació horriblemente deformado y su padre también le dio a entender que estaba gravemente enfermo, aflicciones que A.I.M. pudo aliviar de alguna manera, aunque con efectos secundarios como dolores de cabeza crónicos.

## Otras versiones

### Ultimate Marvel
La iteración del personaje de Ultimate Marvel es el Reverendo William Stryker Jr. el hijo de William Stryker Sr. y el líder de una coalición antimutante armada con tecnología Centinela que posiblemente sea robada de S.H.I.E.L.D. Tiene una armadura técnica de Centinela que se asemeja a Ahab desde el universo principal de Marvel y varias realidades alternativas. Su esposa e hijo, Kate Stryker y John Stryker, son asesinados durante los eventos "Ultimatum", lo que lleva a su odio contra los mutantes. Las fuerzas de Stryker (que visten trajes de estilo Crusader) luego atacan a Juggernaut y Rogue. Más tarde se le ve con los avanzados Centinelas Nimrod. Cuando ataca Times Square, ejecutando mutantes en público, aparecen los X-Men y el Sudario lo mata por el brazo de Shroud en su abdomen; se revela que es un mutante con el poder de la tecnopatía. Su padre usó medicamentos para suprimir sus habilidades, pero sus poderes se manifiestan con su último aliento y manipula una ola de Centinelas de Nimrod para matar a todos los mutantes del planeta. Se revela que el último acto de Stryker dejó sus patrones cerebrales impresos en los Centinelas de Nimrod como Molde Maestro, y continúa siendo una amenaza para los X-Men.

## En otros medios

### Película
- Michael Reid McKay interpretó a Jason Stryker / Experimento 143 en X-Men 2.[8] Esta versión es muy diferente de los cómics ya que en esta película Jason es un mutante con heterocromía que tiene la capacidad de proyectar ilusiones en la mente de las personas a través del contacto visual, muy similar a Mente Maestra. Antes de los eventos de la película, William Stryker envió a su hijo al Instituto Xavier con la esperanza de curar su poder, pero solo lo hizo aceptar su mutación, su padre se enojó más cuando le dijeron que no había cura. Un año después de que Jason regresó del instituto, culpó a sus padres por su mutación y los torturó plantando ilusiones telepáticas en sus mentes hasta que la madre de Jason en un intento por borrar esas ilusiones se suicidó perforando su propia cabeza con un taladro. Stryker le aplicó a su hijo una lobotomía para hacerlo más dócil. De adulto, Jason quedó mudo y atado a una silla de ruedas, su propio padre lo utiliza para preparar un suero que controla el cerebro de otros mutantes con la secreción que extrae del cerebro de Jason. Stryker podía controlar a su hijo sin problemas gracias a la operación que le hizo; solo con susurrarle órdenes a Jason, este lo obedecía sin cuestionarlo. Utiliza sus poderes ilusorios telepáticos para verse como una niña (interpretada por Keely Purvis) y es lo suficientemente fuerte como para convencer al Profesor Xavier de usar una copia maligna de Cerebro en la instalación de Stryker. La ilusión de la niña engaña a Xavier para localizar a "todos los mutantes" en el mundo haciéndole creer que está usando la máquina de su mansión. Cuando los X-Men comenzaron su asalto a la guarida secreta de Stryker en el Lago Alkali, Stryker le ordena a Jason usar la ilusión para instar a Xavier a encontrar y matar a todos los mutantes. Sin embargo, Mystique (quién se hace pasar por William Stryker) más tarde le ordena a Jason que cambie el objetivo y mate a todos los humanos. Jason fue visto por última vez dentro de la sala en dónde estaba la copia de Cerebro y murió ahogado cuando el complejo subterráneo de Arma X fue inundado al romperse la presa del Lago Alkali.
- Jason Stryker hace una aparición en X-Men Origins: Wolverine. Establecido años antes de la primera película. William Stryker lo mantiene en suspensión criogénica (posiblemente interpretado por Spencer Breslin) y es la causa detrás de los proyectos relacionados con mutantes de su padre que finalmente resultan en la creación del Arma XI.
- En X-Men: días del futuro pasado, Bolivar Trask (interpretado por Peter Dinklage) está en su laboratorio examinando la muestra de sangre de Mystique luego del incidente en el Hotel Royal, acompañado de William Stryker (interpretado por Josh Helman). Trask le pregunta sobre la edad de su hijo y Stryker le responde que ya tiene 10 años.

### Videojuegos
- Jason Stryker aparece en X-Men: The Official Game, interpretado por Steven Blum como adulto y por Grey DeLisle cuando era niño. Jason sobrevivió a la inundación del complejo subterráneo Weapon X mientras su psique ahora se fracturaba en dos mitades: una buena mitad que ha estado apareciendo a Nightcrawler y una mitad malvada que controla Master Mold para matar a los X-Men. La buena mitad de Jason ayuda a Nightcrawler a deshabilitar el molde maestro. Nightcrawler intenta salvar a Jason cuando Master Mold comienza a colapsar, pero Sabretooth la rapta y trata de escapar. Wolverine rastrea el olor de Sabretooth y lo enfrenta mientras Nightcrawler escapa con Jason. Jason muere agradeciendo a Nightcrawler por salvarlo.